# Jesse Wallingford
Jesse Alfred Wallingford (* 25. Januar 1872 in London; † 6. Juni 1944 in Auckland, Neuseeland) war ein britischer Sportschütze.

## Erfolge
Jesse Wallingford nahm an den Olympischen Spielen 1908 in London in vier Disziplinen teil. In der Einzelkonkurrenz mit der Freien Pistole belegte er mit 467 Punkten den fünften Platz, während er den Mannschaftswettbewerb an der Seite von Henry Lynch-Staunton, Geoffrey Coles und William Ellicott hinter der US-amerikanischen und der belgischen Mannschaft auf dem dritten Platz abschloss und damit die Bronzemedaille gewann. Wallingford war mit 477 Punkten der beste Schütze der Mannschaft. Im Dreistellungskampf mit dem Freien Gewehr belegte er den zehnten Platz, mit der Mannschaft wurde er Sechster.
Bereits 1899 wurde Wallingford in Loosduinen im liegenden Anschlag mit dem Freien Gewehr Weltmeister.